# Bigada Bigada Baby
Bigada Bigada Baby je třetí studiové album české hudební skupiny Krucipüsk, které bylo vydané v roce 1998.

## Podrobnosti
Autorem přebalu alba je Marcel Musil.
Album je oproti minulým počinům tanečnější a méně agresivní.
Na koncertech patří deska k nejvíce opomíjeným. Na výročním koncertě ve Fóru Karlín zaznamenaném na albu 30 + 2 roky v pekle (2022), na kterém bylo reprezentována každé z řadových alb, zazněly písně Madam a El Torro.

## Přijetí
Weby metalforever.info nebo srpuls.cz v recenzích pozdějších alb zahrnují toto album do prvního kvalitativně plodného období kapely, kam obecně řadí druhé až páté album. V recenzi Petra Korála na následující album ~4~ pro web muzikus.cz, je na adresu tohoto alba uvedeno, že na něm kapela "prokázala své kvality". 

## Videoklipy
Album doplnil videoklip ke skladbě „El Torro“.

## Seznam skladeb
Hudbu složil(i) Krucipüsk, texty napsal(i) Tomáš Hajíček.
| Pořadí         | Název             | Délka |
| -------------- | ----------------- | ----- |
| 1.             | Bigada baby       | 3:55  |
| 2.             | Godzila           | 3:30  |
| 3.             | Góól!             | 3:30  |
| 4.             | Madam             | 3:35  |
| 5.             | Jsem toho plnej   | 3:10  |
| 6.             | Bubla             | 3:35  |
| 7.             | Zaříkávač hadů    | 2:05  |
| 8.             | Xindl             | 2:30  |
| 9.             | Polka St. Maria   | 3:05  |
| 10.            | Free              | 2:50  |
| 11.            | El Torro          | 4:00  |
| 12.            | Vypínač kosmickej | 4:45  |
| 13.            | Poslední trik     | 3:00  |
| Celková délka: | Celková délka:    | 43:55 |

## Obsazení
Krucipüsk
- Tomáš Hajíček – zpěv
- Aleš Makyta – kytara
- Karel Adam – baskytara
- Tomáš Marek – bicí
- Antonín Korg - sampling, efekty, syntezátor

Produkce
- Tomáš Hajíček – produkce
- František Musel, Miloš Dodo Doležal, Krucipüsk – mix
- Michal Pekárek - mastering
- Adolf Zíka - fotografie
- Marcel Musil - design obalu
- Dan Hovorka - koncept obalu